# Brigitte Roesen
 Brigitte Roesen (dekliški priimek Krämer), nemška atletinja, * 18. januar 1944.
Ni nastopila na poletnih olimpijskih igrah. Na evropskih dvoranskih prvenstvih je dosegla uspeh kariere z osvojitvijo naslova prvakinje v skoku v daljino leta 1972.